# Rain (Madonna)
Rain è una canzone della cantautrice statunitense Madonna. Il singolo, uscito il 21 giugno 1993, è il quinto estratto dall'album Erotica. Rain è stata inserita nella raccolta di ballate Something to Remember uscita nel 1995.
La canzone, che è una delle più celebri ballate della cantante, è dedicata alla madre di Madonna e alla cantante Karen Carpenter, e si posizionò ai primi posti in classifica in Canada e in Giappone.
A sostegno di canzone venne pubblicato nel 1993 un  EP destinato al mercato giapponese. Contiene un  brano remix, Up Down Suite, del brano “Goodbye to innocence” che avrebbe dovuto far parte dell’album “Erotica” ma che fu sostituito con la cover “Fever”. Il brano “Goodbye to innocence”, inedito sino a quel momento, fu in seguito pubblicato nella compilation “Just say roe”.

## Il video
Il video di Rain, diretto da Mark Romanek, a cui partecipa il musicista giapponese Ryūichi Sakamoto, risulta uno dei più costosi della carriera di Madonna. Girato in bianco e nero, poi colorato a mano da Romanek, il video fa apparire la cantante con uno stile molto diverso dai precedenti: Madonna, che porta i capelli corti e nero-blu, si trova in uno studio dove si registra un video in un'ambientazione dove prevale il colore blu ed effetti luminosi. Il clip ha vinto due MTV Video Music Awards: Miglior direzione artistica e Miglior cinematografia.
Inizialmente Madonna aveva chiesto a Federico Fellini di dirigere il video, ma il celebre regista rifiutò l'offerta, a causa del suo precario stato di salute, scrivendo una lettera alla cantante per scusarsi.

## Tracce
EP
1. Rain (Radio Remix) – 4:36
2. Waiting (Remix) – 4:41
3. Up Down Suite – 12:17
4. Rain (Album Version) – 5:27
5. Bad Girl (Extended Mix) – 6:30
6. Fever (Extended 12") – 6:08
7. Fever (Shep's Remedy Dub) – 4:31
8. Fever (Murk Boys Miami Mix) – 7:12
9. Fever (Oscar G's Dope Dub) – 4:56
10. Rain (Video Edit) – 4:34

## Classifiche
| Classifica (1993) | Posizione massima |
| ----------------- | ----------------- |
| Australia         | 5                 |
| Austria           | 24                |
| Belgio            | 13                |
| Canada            | 2                 |
| Germania          | 26                |
| Irlanda           | 7                 |
| Italia            | 1                 |
| Giappone          | 2                 |
| Nuova Zelanda     | 13                |
| Svezia            | 16                |
| Svizzera          | 11                |
| Regno Unito       | 7                 |
| Stati Uniti       | 14                |

### Classifiche di fine anno
| Classifica (1993) | Posizione |
| ----------------- | --------- |
| Australia         | 39        |
| Canada            | 15        |

## Esecuzioni dal vivo
"Rain" è stata eseguita dal vivo nei concerti Girlie Show del 1993. Madonna e le sue due coriste sedevano su una panca al centro del palcoscenico, vestite di lunghi abiti neri, in un'atmosfera intimistica, l'attenzione concentrata sulle voci. Durante il bridge della canzone venivano interpretati alcuni versi di "Just My Imagination (Running Away with Me)" dei Temptations. Il finale della canzone prevedeva l'esibizione di due ballerini su un prolungamento strumentale del brano, uno vestito da Pierrot e l'altra da ballerina classica con un ombrello. Nel 2023 con il suo “Celebration Tour” che celebra i suoi 40 anni carriera, Madonna ha proposto nella sua scaletta di successi anche “Rain”. La canzone viene eseguita in un completo composto da pietre luccicanti e un mantello nero con dietro un ballerino che simula i movimenti del videoclip di “Frozen”. I fan hanno apprezzato molto il ritorno di questa ballata nei suoi concerti dopo più di 30 anni di assenza dalle scalette dei suoi tour. 

## Crediti
- Madonna – Voce e produzione
- Shep Pettibone – produttore, record editing, remixing
- Herb Ritts – coverart photographer